# スペインの国旗
スペインの国旗（la Rojigualda（赤とホザキモクセイソウの黄色））は、「血と金の旗」と呼ばれ、赤、黄、赤に並んだ横三色の中央・旗竿寄りに国章が配してある。民間では普通国章のないものを使用する。国旗の黄の部分の幅は赤の部分1つの幅の2倍であり、比で表すと1:2:1である。
起源はカルロス3世が海軍旗として海軍軍人アントニオ・ヴァルデス・イ・バザンによる12の異なるデザインから選んだものである。1978年に憲法によって国旗として制定された。憲法には「国旗は上から赤、黄色、赤の水平縞の三色旗である。黄色は赤の2倍の幅とする」とある。1981年の勅令によって赤と黄色が厳密に定義された。黄色はヨーロッパでは伝統的に染色に使用されているホザキモクセイソウ（キバナモクセイソウ）の黄色（ウェルド・イエロー）である。
国章の柱（ヘラクレスの柱）に巻き付いた帯には国の標語であるラテン語「PLVS VLTRA（Plus Ultra、「より彼方へ」の意）」が記されている。新大陸発見以前は「Non Plus Ultra（ここは世界の果てである）」と記されていた。

?初期の市民用旗、縦横比2:3、制定日1785年5月28日
?現在の市民用旗、縦横比2:3、制定日1981年12月19日
海軍用国籍旗
スペイン警察旗
ヨット旗
税関監視署旗
イスパニダードの旗

## 歴史的な旗

?ナバラ王国の旗
?ナバラ王国の旗
?レオン王国の旗
?レオン王国の旗
?カスティーリャ王国の旗
?カスティーリャ・レオンの旗
?1475年-1492年の旗
?1492年-1504年の旗
?1505年-1785年の国旗
?1785年-1927年の商船旗
?スペイン王国旗（1785年-1873年）
?第一共和国旗（1873年2月11日-1874年12月29日）
?スペイン王国旗（1875年-1931年）
?第二共和国旗（1931年-1939年）
?第二共和国の市民用旗（1931年-1939年）
?フランシスコ・フランコ政権初期の国旗（1936年-1938年）
?フランシスコ・フランコ政権時代の国旗（1939年-1945年）
?フランシスコ・フランコ政権時代の国旗（1945年-1977年）
?1977年-1981年の国旗

18世紀までスペイン軍はブルゴーニュ十字を掲げて戦ったが、当時は近代のような国旗の概念はなく、スペイン王国を象徴するものは旗というよりも紋章であった。カルロス3世は、白地が多かったヨーロッパ諸国の旗とスペインの旗では、混乱した戦場では見分けがつかないという問題を解決すべく海軍のアントニオ・ヴァルデス・イ・バザンに新しい旗の案を出させた。彼の出した12の案の中から赤・黄・赤の旗が選ばれた。これは他国との見分けのために選ばれたものであり、アラゴン連合王国の旗にちなんだという同時代の記録はない。

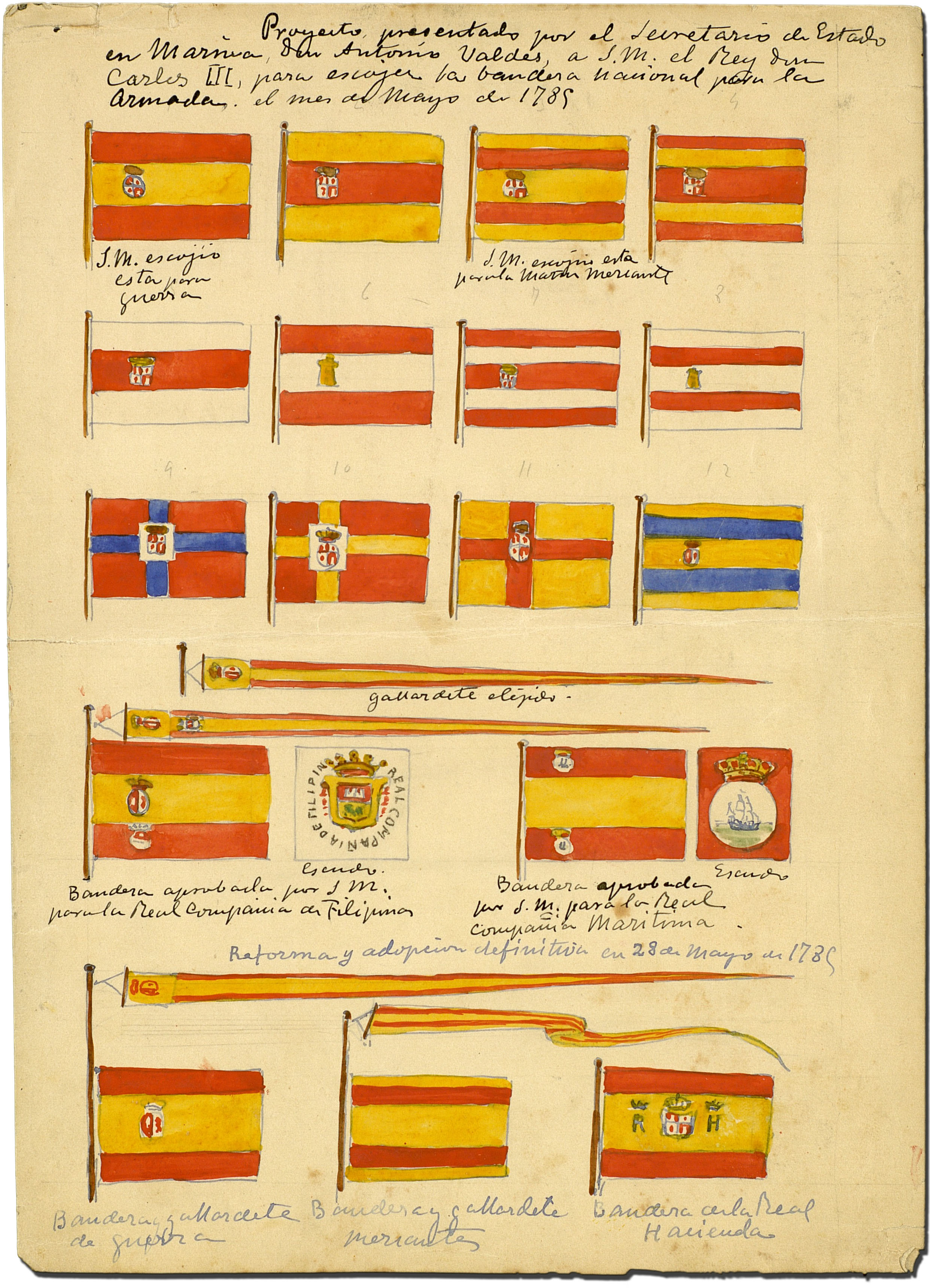
アントニオ・ヴァルデス・イ・バザンによるスペインの旗の提案。この中から赤・黄・赤の旗が選ばれた
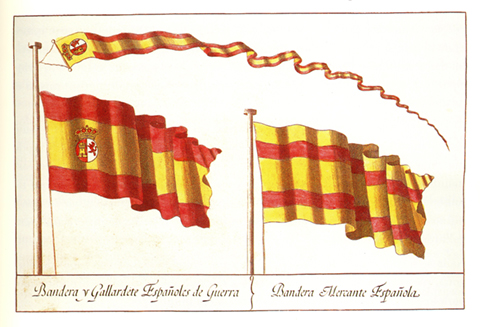
カルロス3世の制定した軍艦旗（左）と商船旗（右）

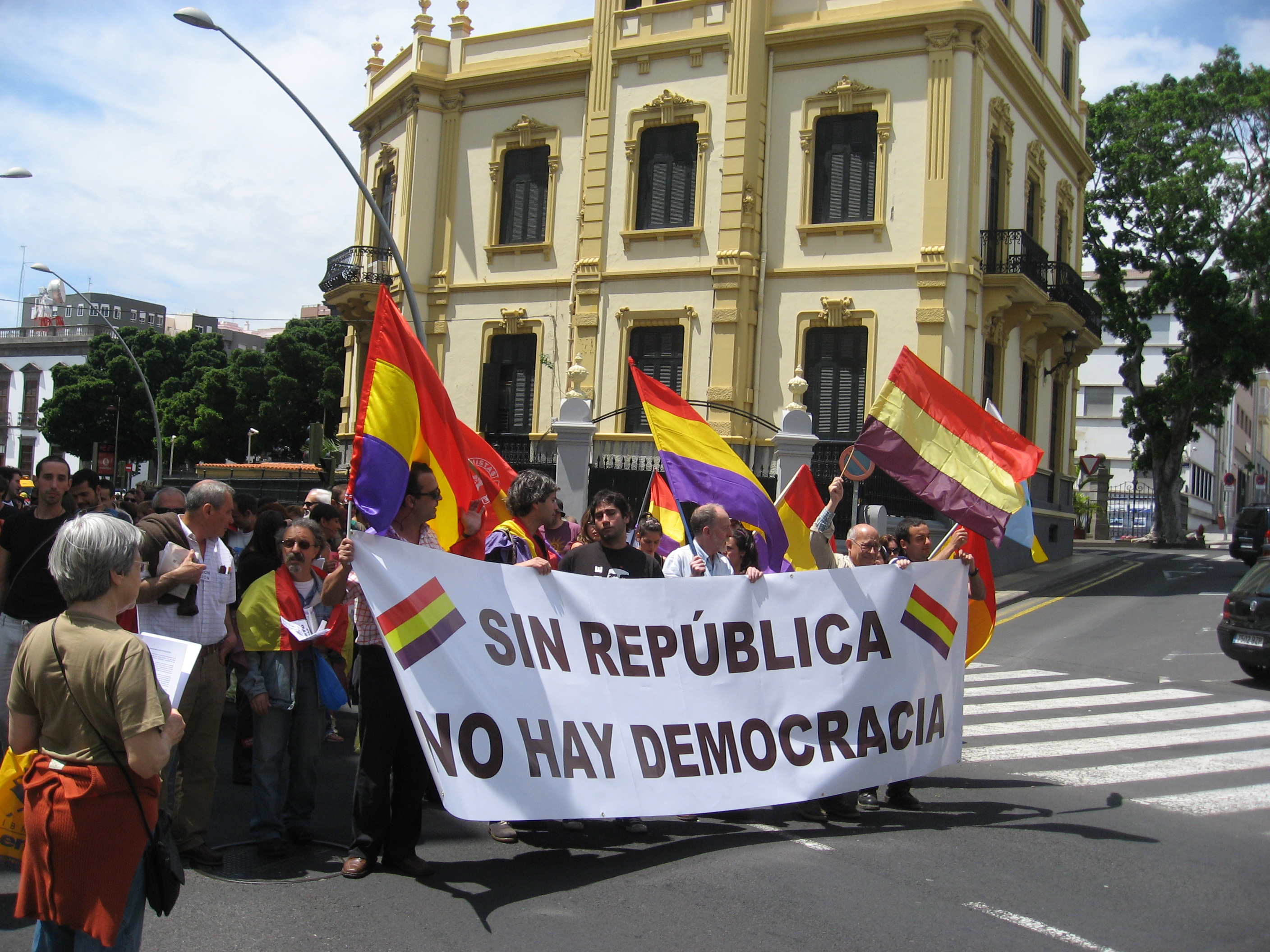
王制を廃止して共和制の導入を求めるデモ隊。第二共和国の旗を掲げている

第二共和国の国旗は、君主制的と考えられた赤黄の二色旗にかえて、赤・黄・紫の三色旗となった。これはレオン王国の紫色を取り入れたもので、スペインの全地域をとりこぼさずに表現することを表している。スペイン内戦で敗れて国外に逃れた共和国亡命政府がフランコ独裁が終わり1977年に解散するまでこの旗を使用していたほか、反フランコ派の諸団体もこの旗を用いていた。21世紀の現代でも左翼運動や労働組合、王制廃止派・共和制派などにより用いられている。